# Fuente Luminosa
Monumento al Mar, más conocido como Fuente Luminosa, es un monumento ubicado en la ciudad de San Salvador, capital de El Salvador y fue creado por el escultor español Benjamín Saúl para rendir tributo a la belleza femenina. El nombre de Fuente Luminosa se debe a que por las noches la fuente se ilumina con sus reflectores y luces de neón.

## Historia
La pasión por la figura femenina y por los seres marinos motivó al español Benjamín Saúl a trabajar en sus esculturas. Algunas de ellas, como El monumento al mar están ubicadas en zonas públicas de El Salvador.
Los dos elementos que le inspiraron eran considerados por el escultor como los orígenes de la tierra, teoría que proviene de la antigua Grecia, explicó María Ester Méndez de Anargyros, viuda del artista.

## Información general
El Monumento se encuentra ubicado en la ciudad de San Salvador, específicamente sobre la 25 Avenida Norte y 21 Calle Poniente, también linda con el redondel de la fuente la diagonal Doctor Arturo Romero.
El monumento al Mar es un atractivo turístico muy llamativo en especial de noche cuando sus luces de neón encendian, lo cual desde hace varios años se ha dejado en el olvido, estas cambiaban de colores (rojo, verde, azul) y en el día los chorros de su fuente solían bañar al Monumento, haciendo que se formarán  arco iris que refleja la luz solar en diferentes ángulos.

## Galería

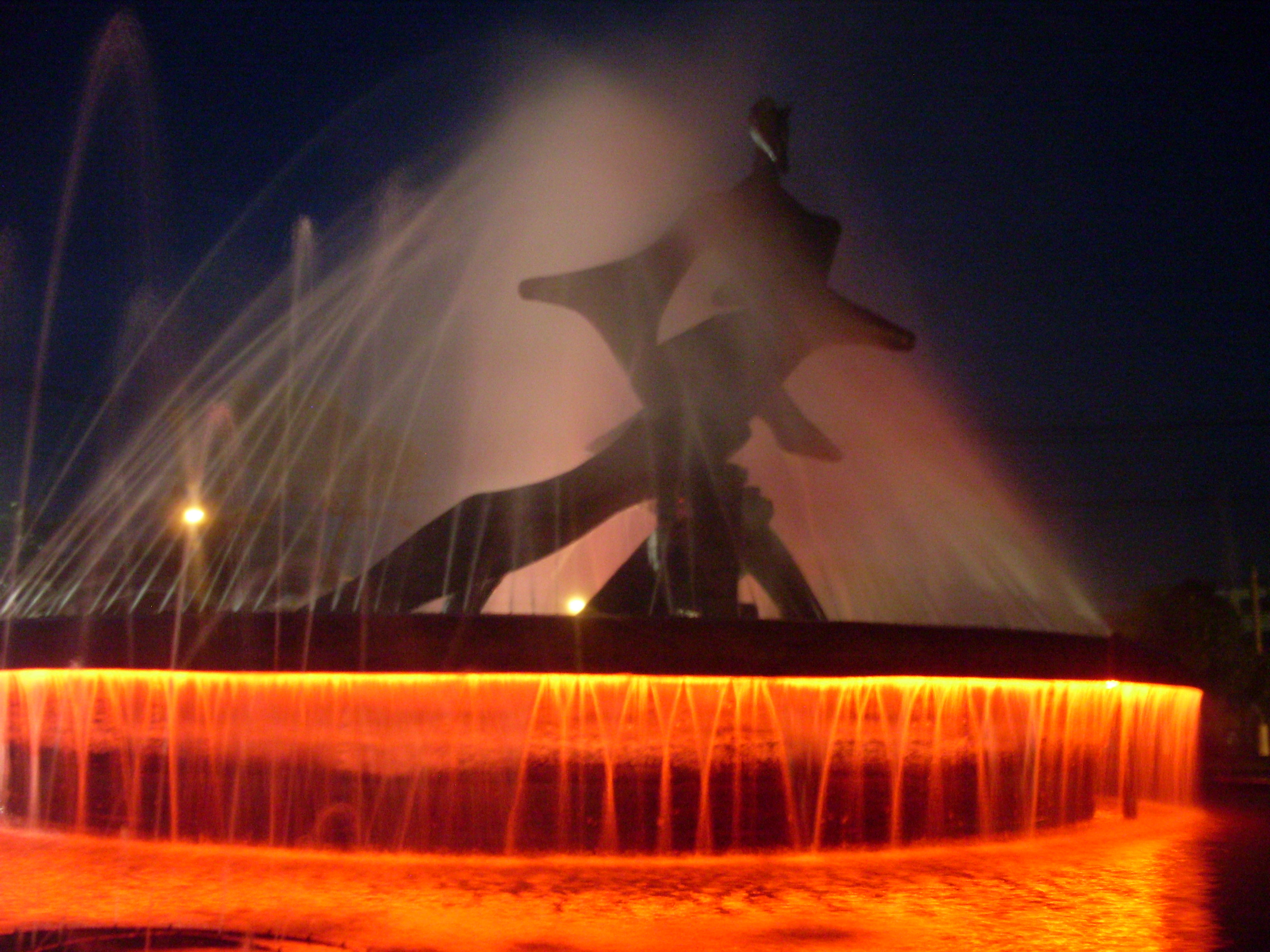
Fuente Luminosa.
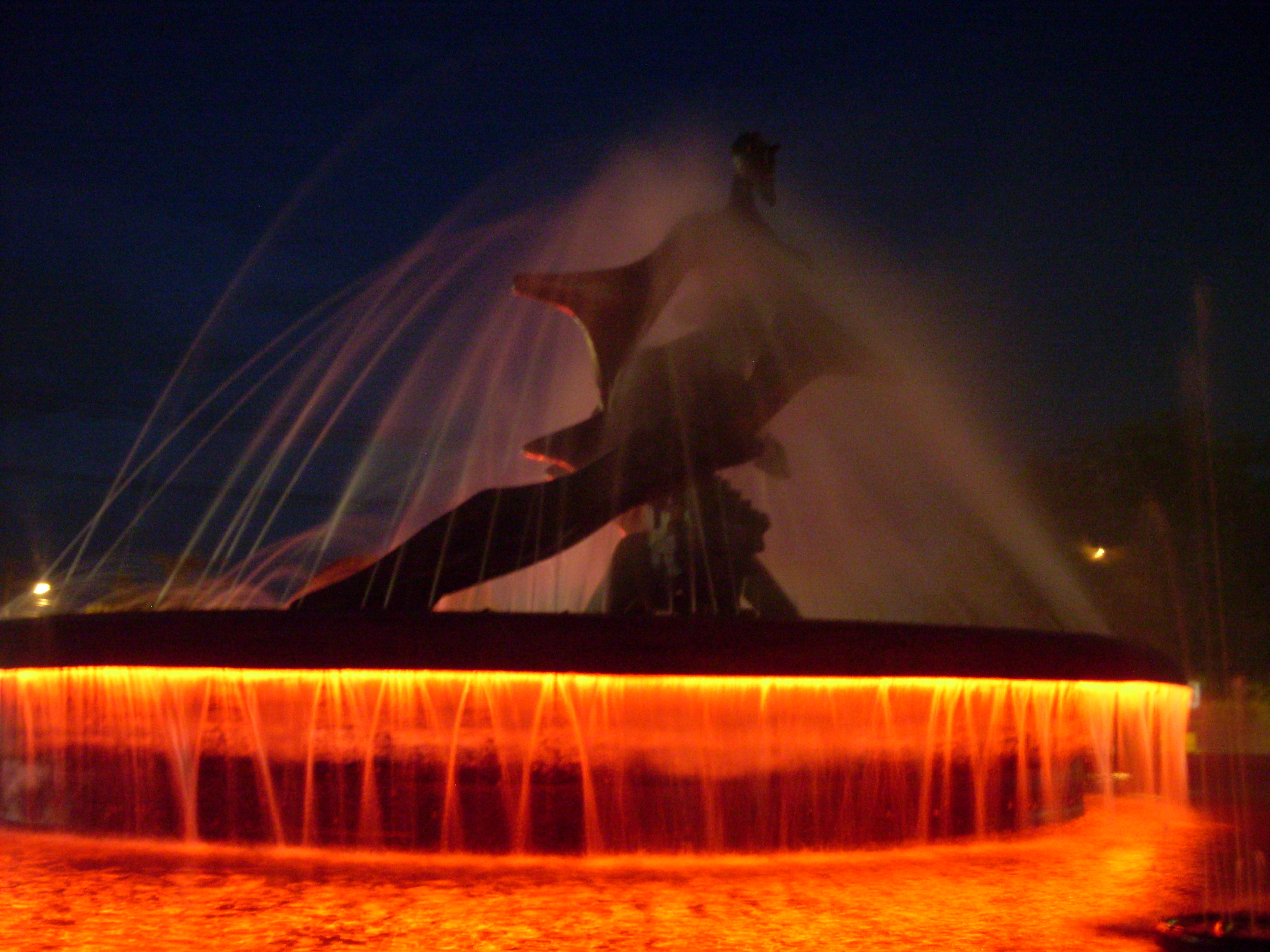
Luz de la Fuente de noche.
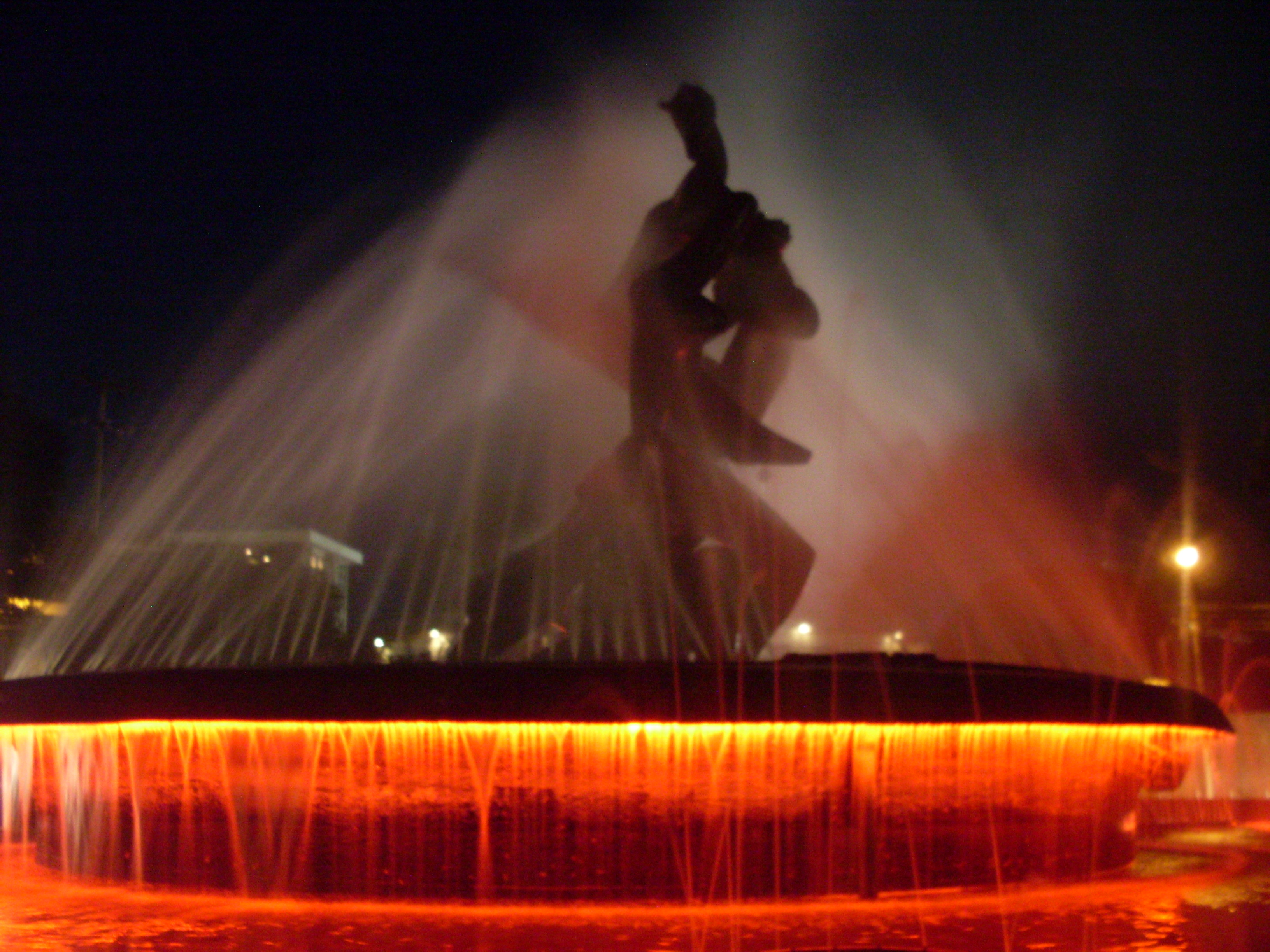
Otro angulo de la fuente
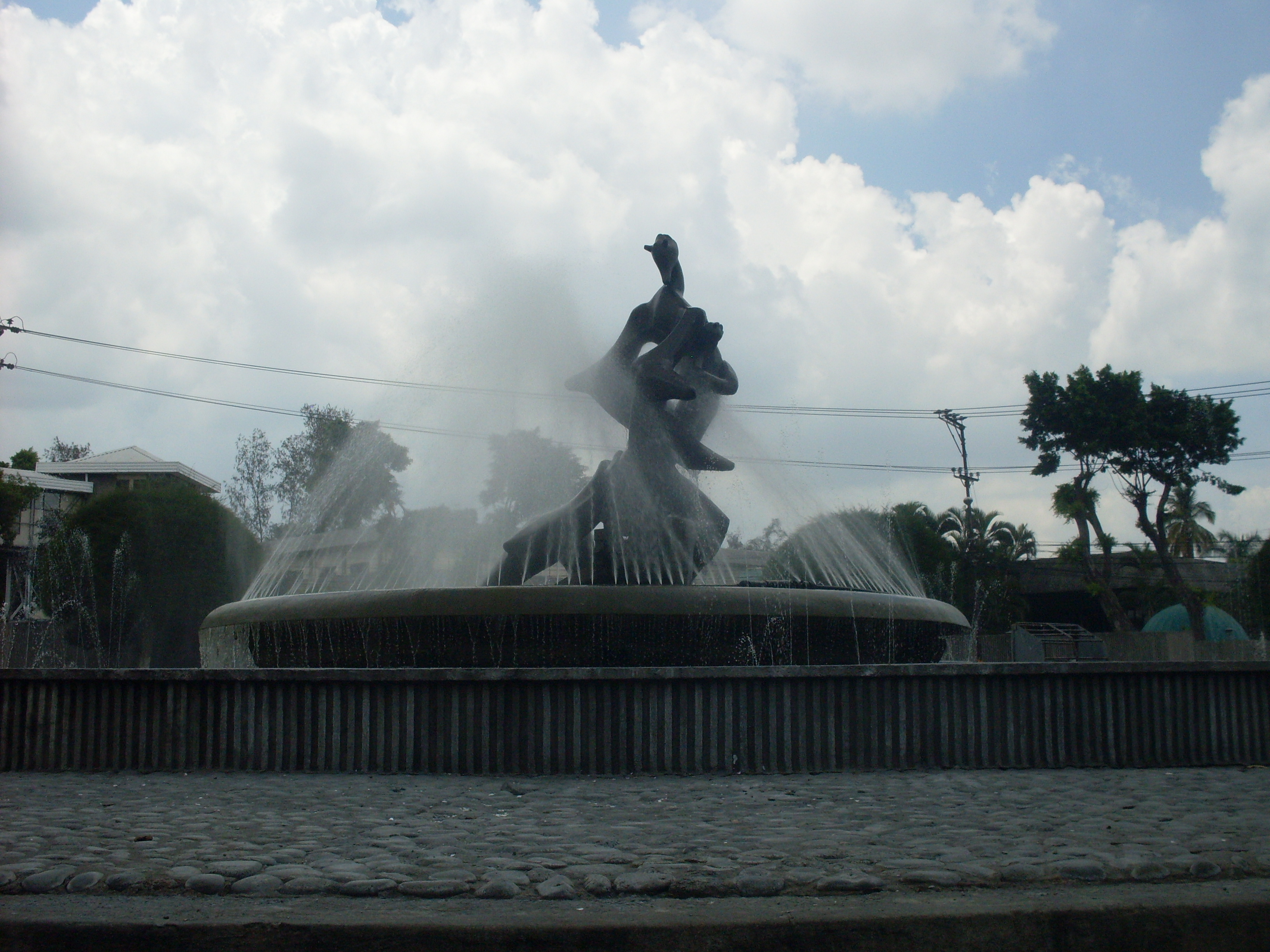
Vista de día.
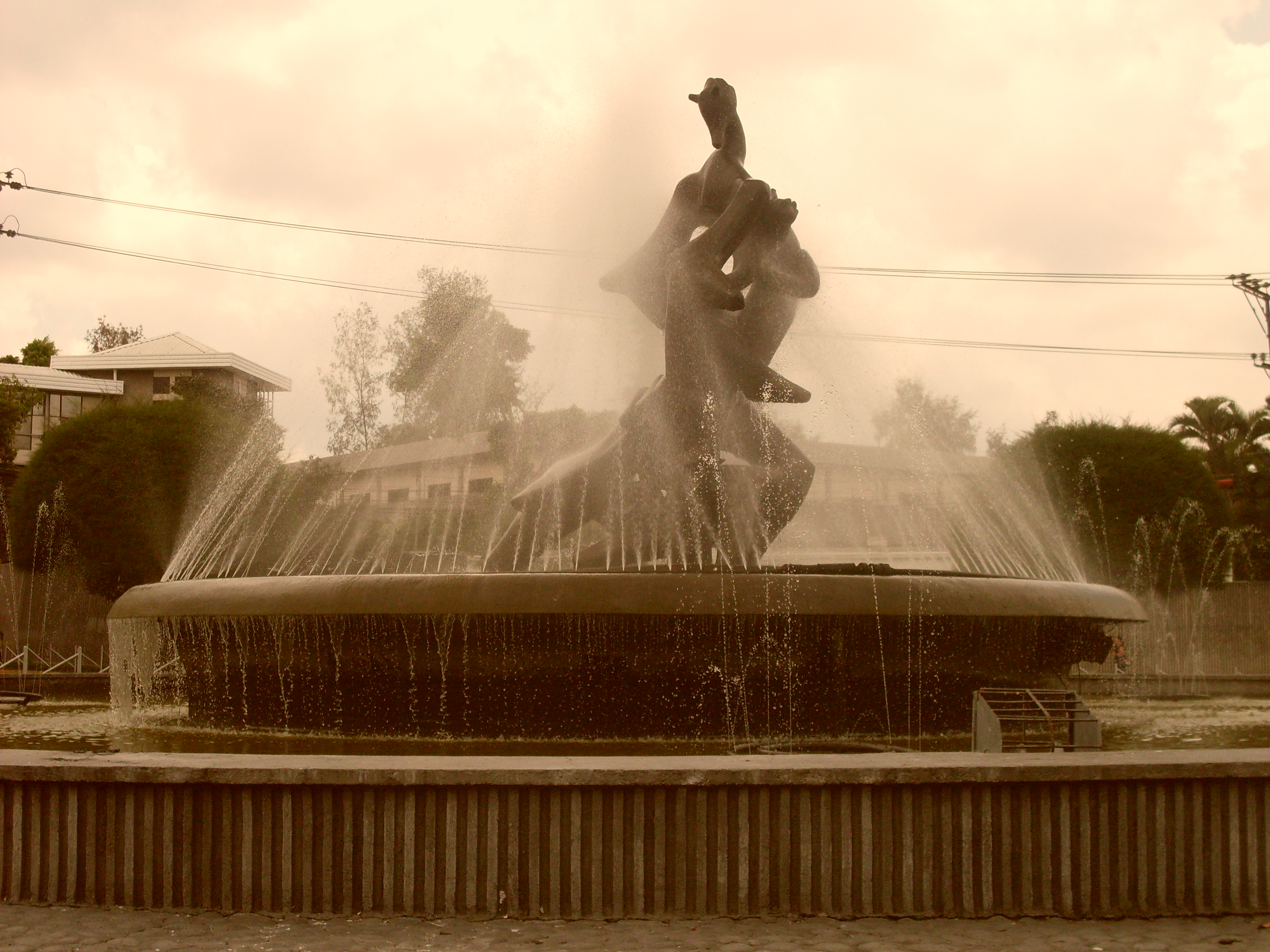
Impresionante vista.
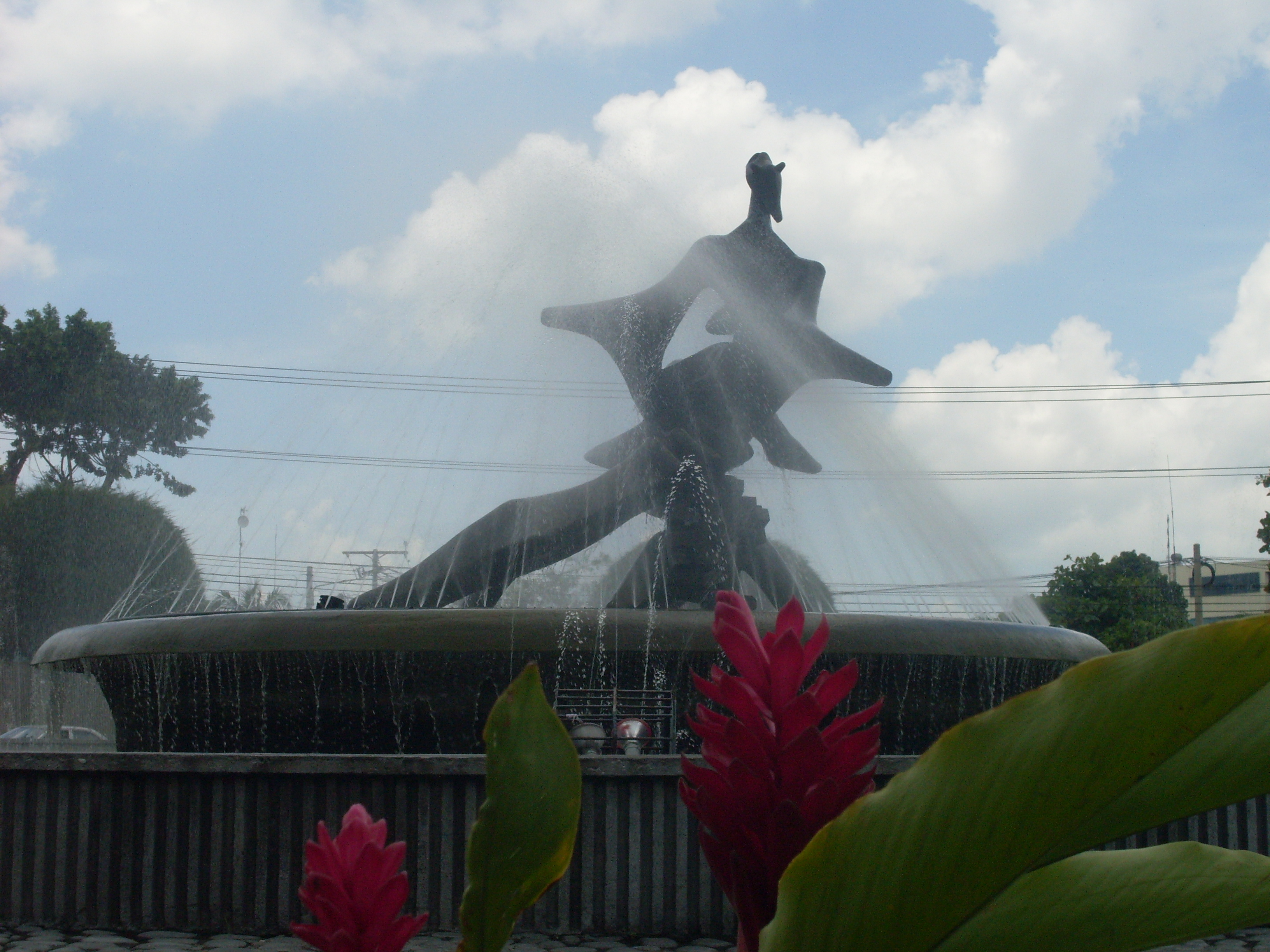
Vista desde el occidente.
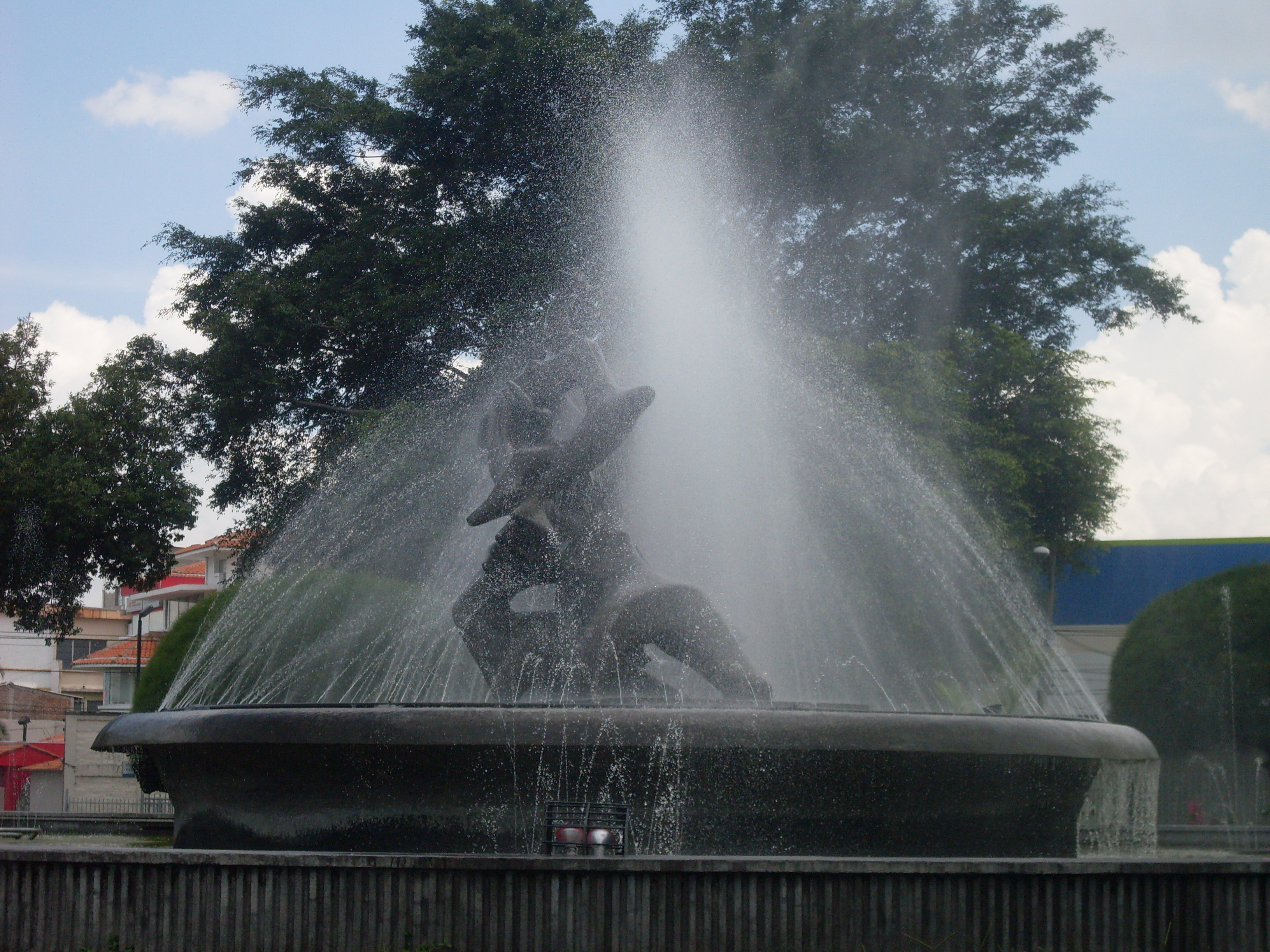
El agua chocando.
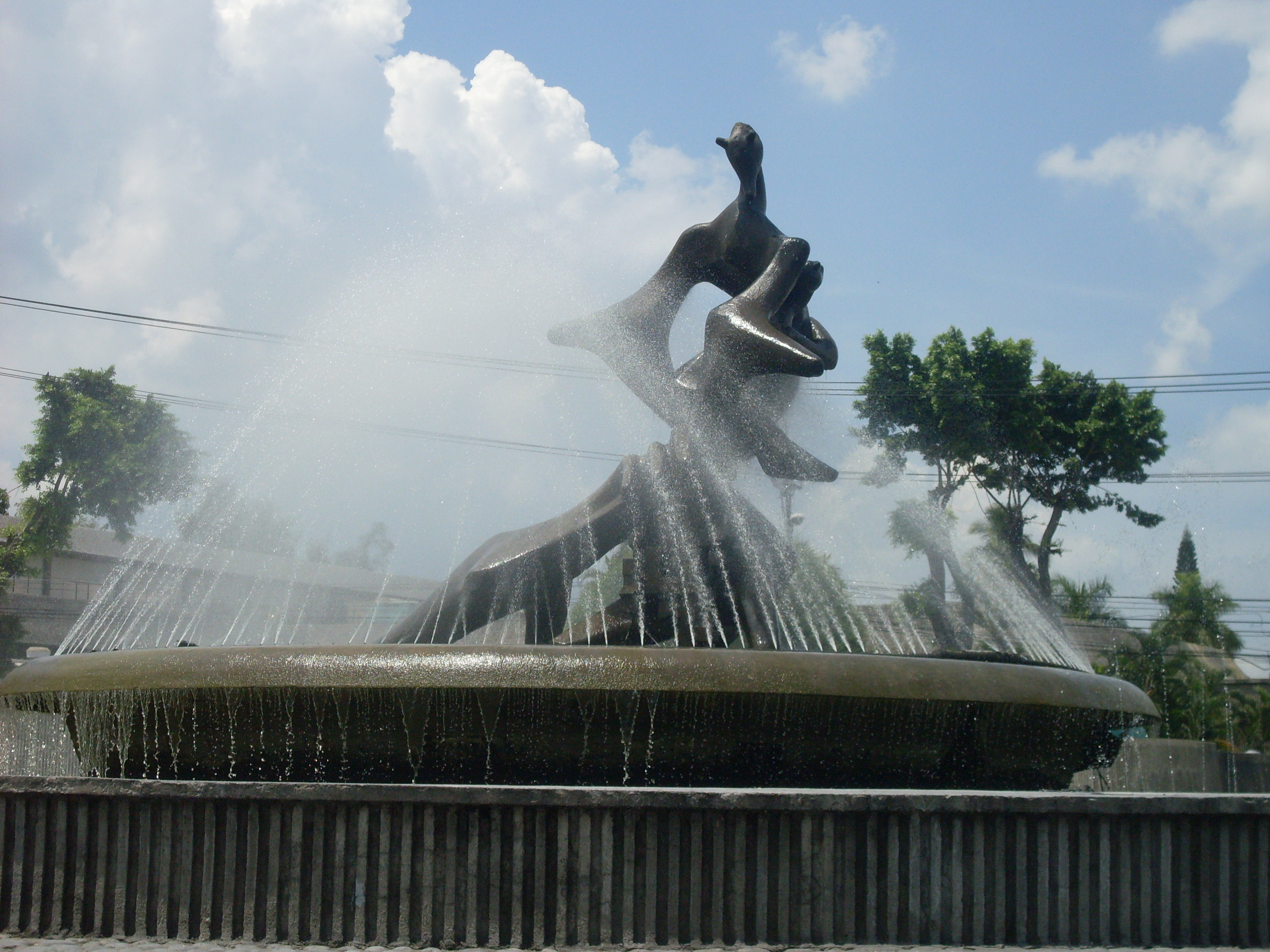
Monumento con fuente.
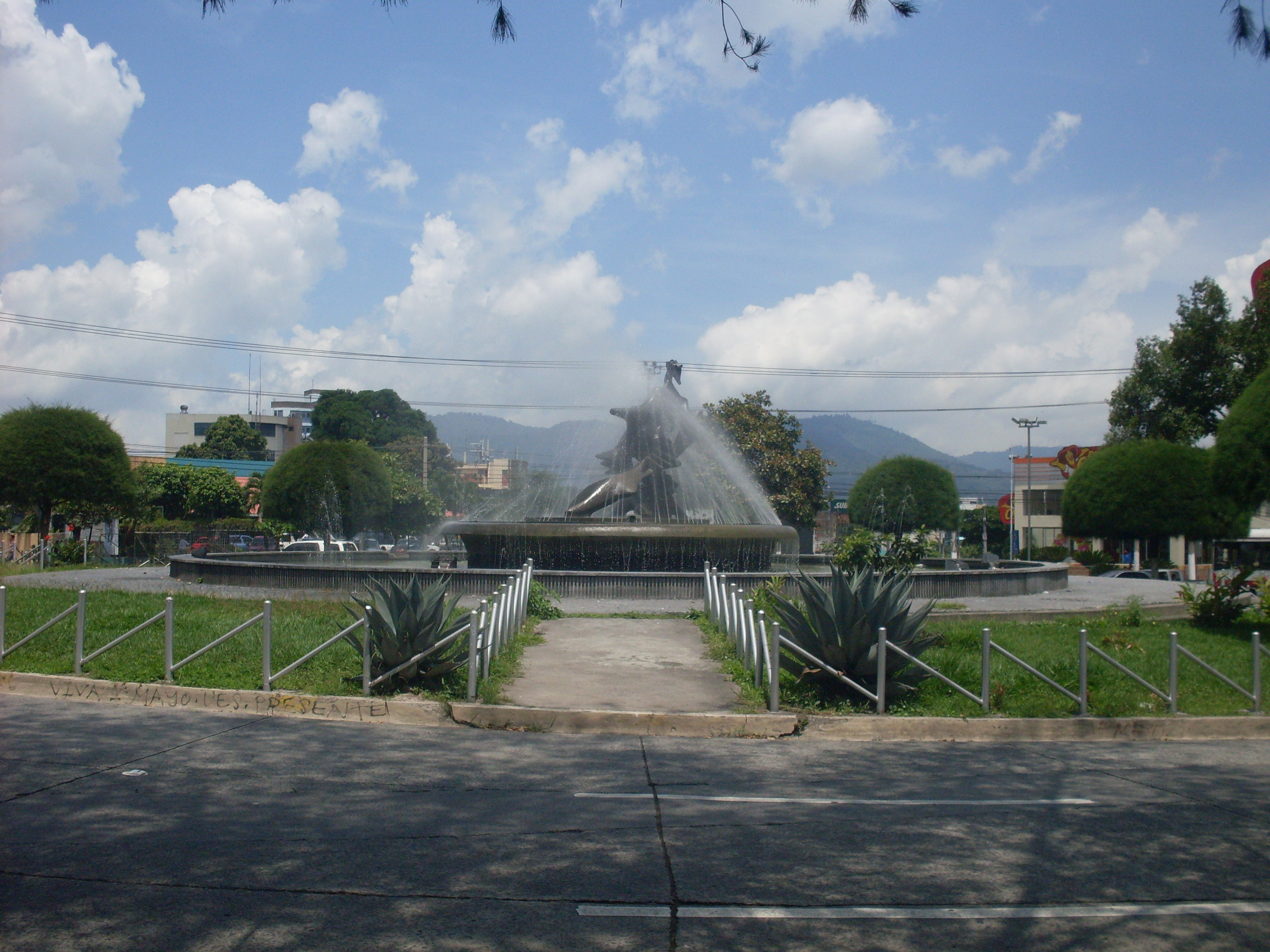
Redondel del monumento.
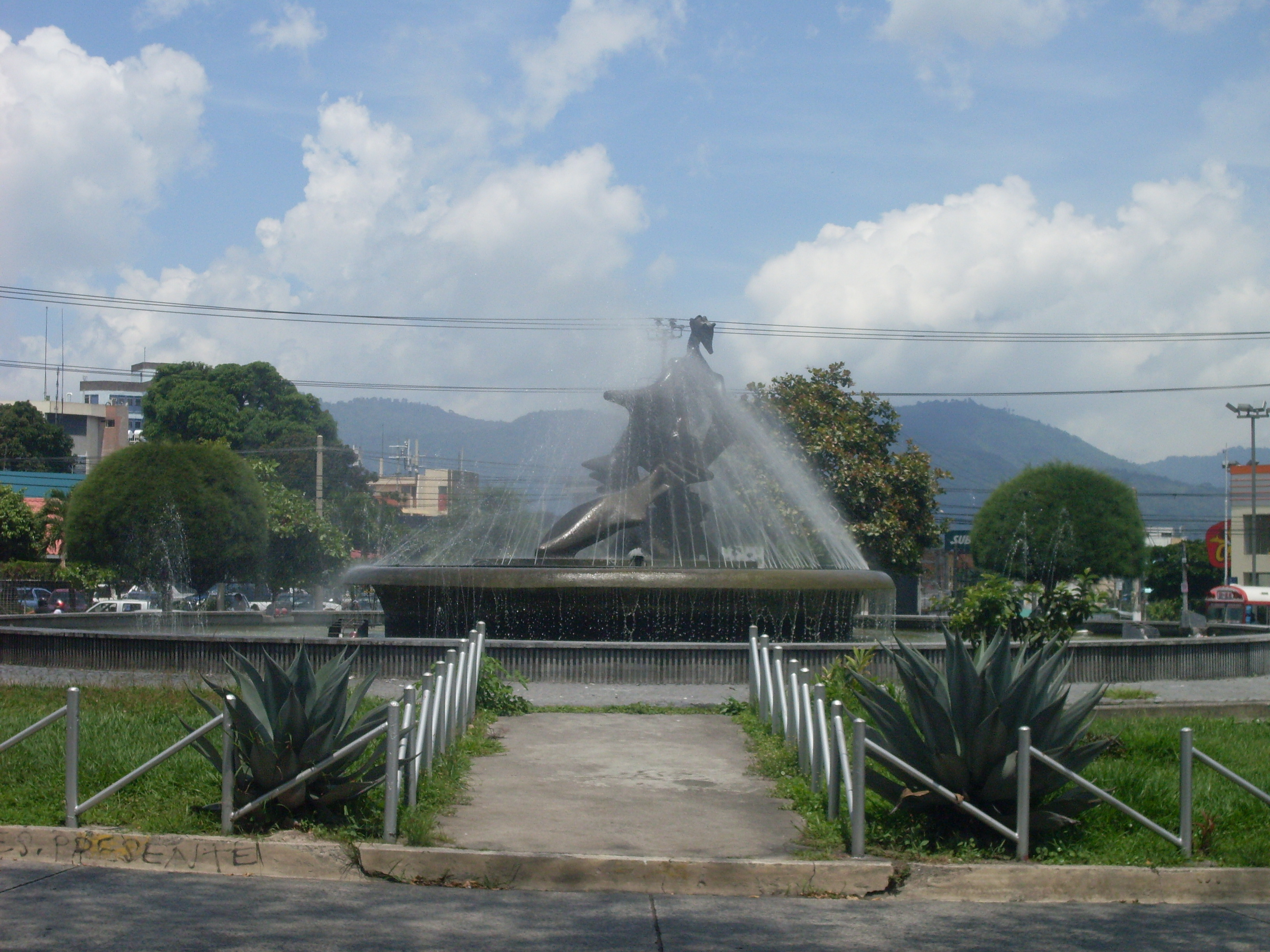
Entrada a la fuente.
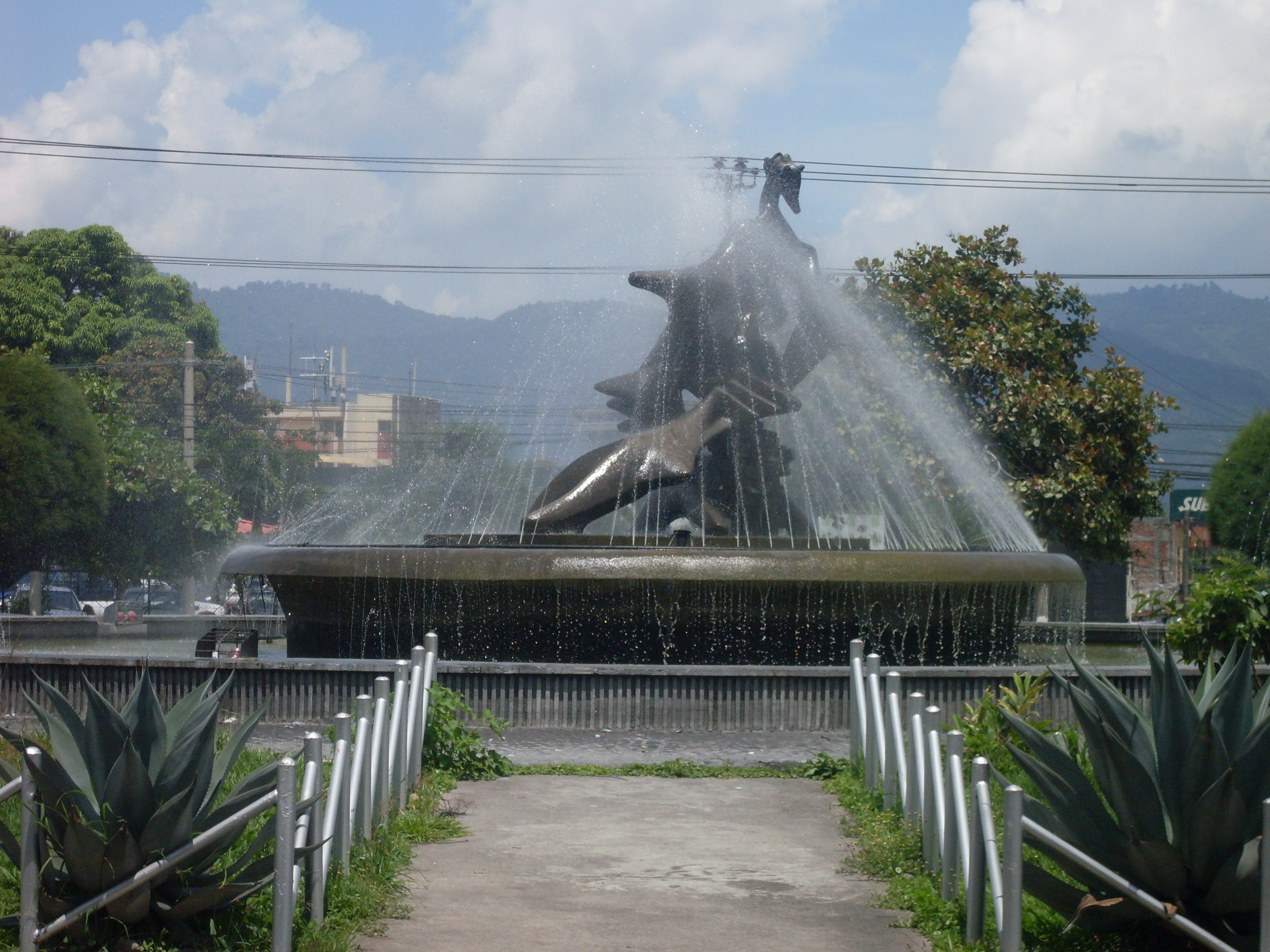
Acercamiento a la distancia.
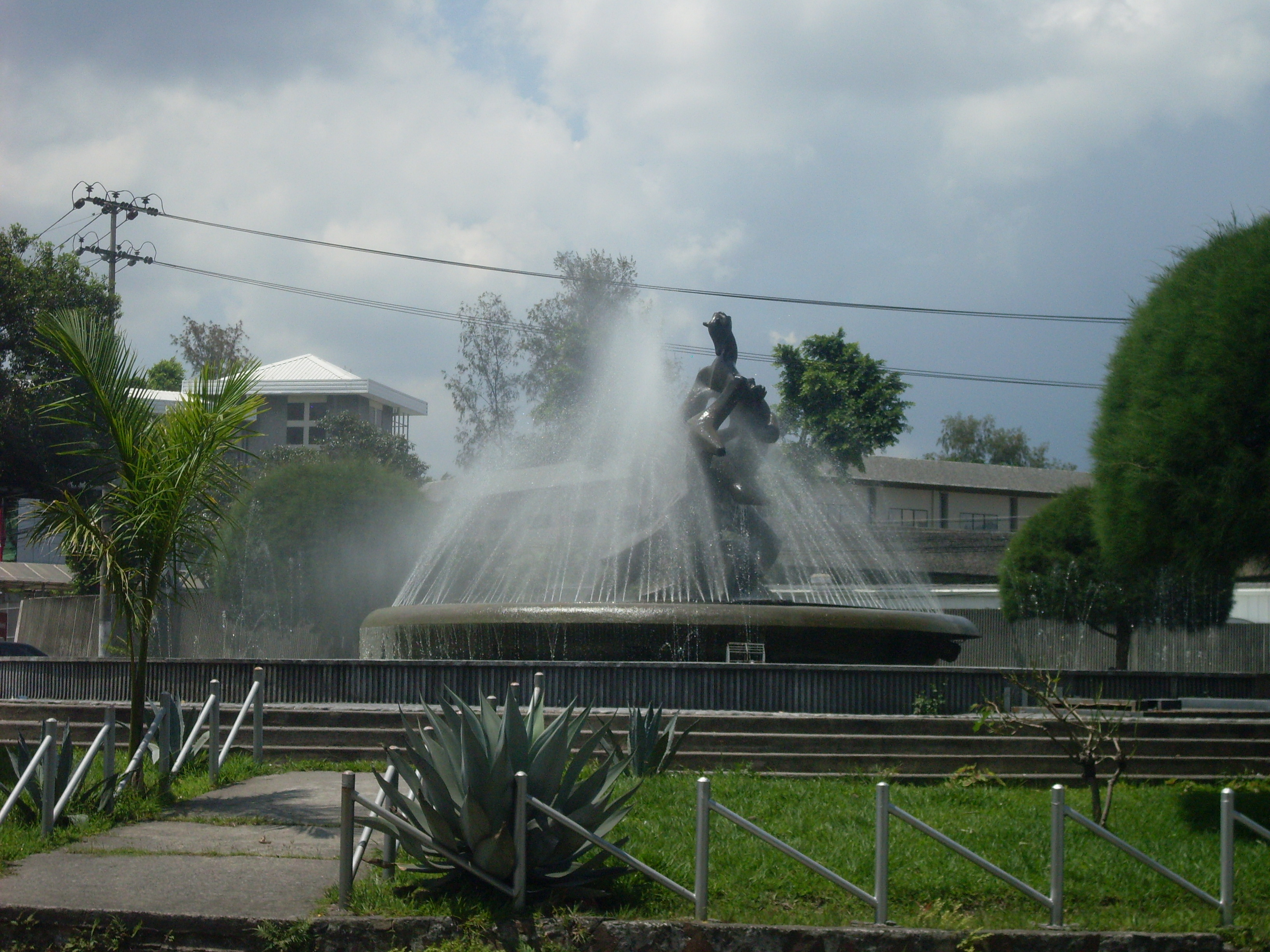
Vista desde el Sur
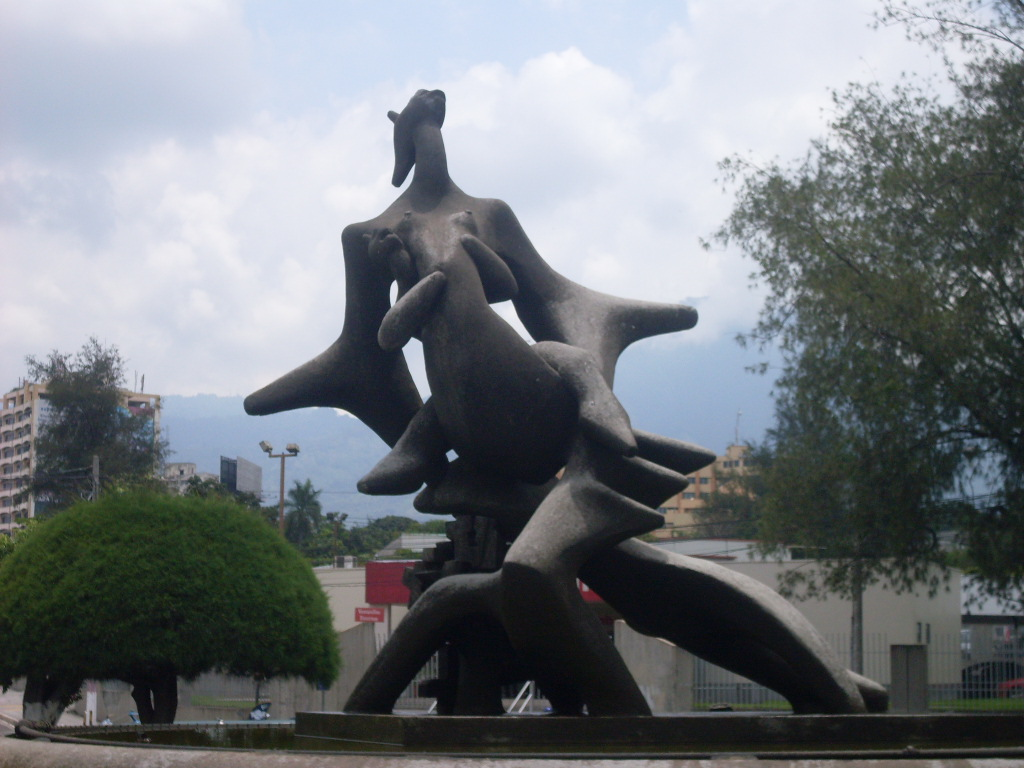
Monumento al desnudo.
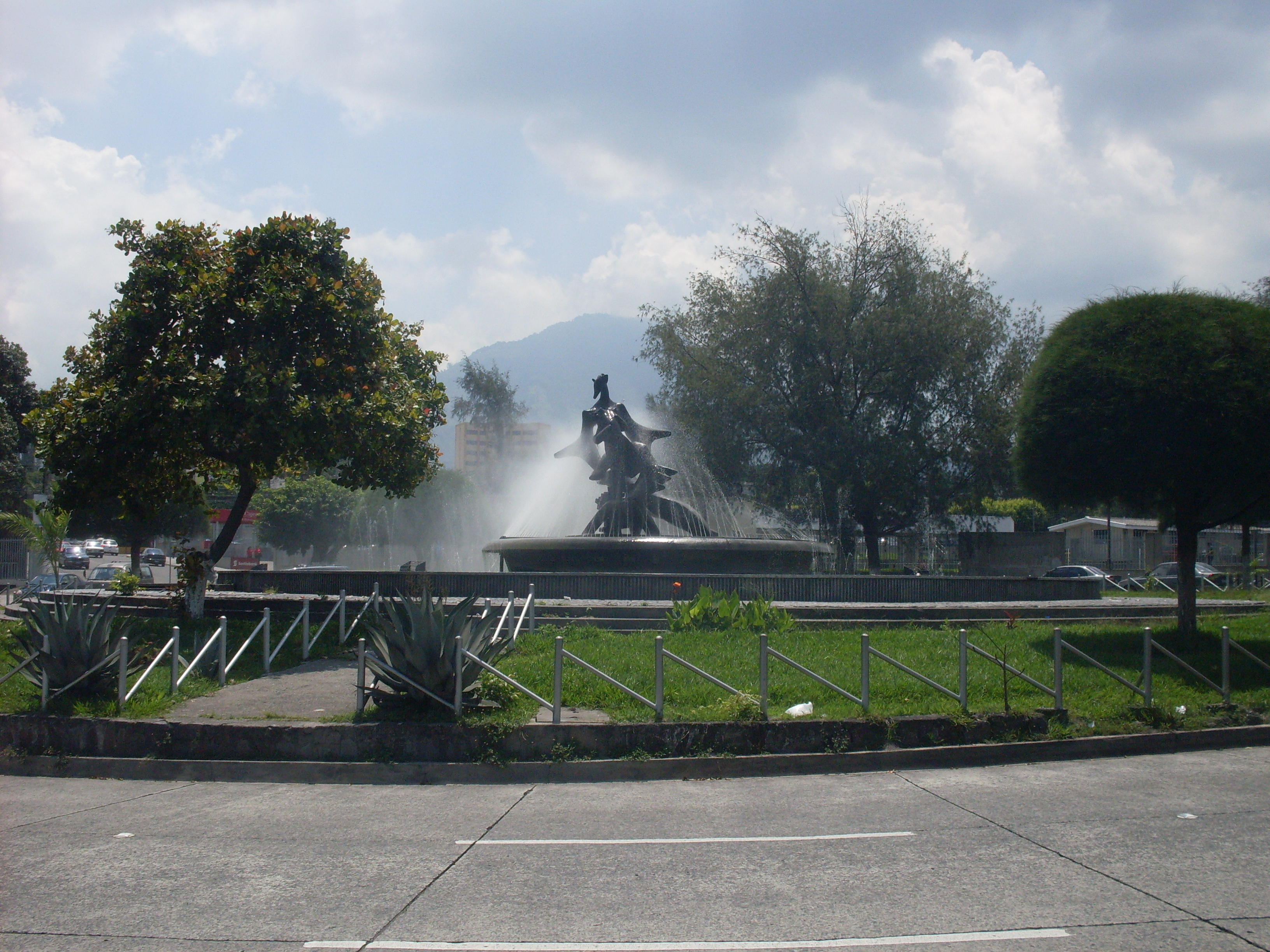
Vista desde el oriente.

- Datos: Q5413746
- Multimedia: Fuente Luminosa / Q5413746